# Сороцький Лев Мойсейович
Лев Мойсейович (Лейб Моше-Хаїмович) Сороцький (1899, місто Бєльці Бессарабської губернії, тепер Республіка Молдова — розстріляний 7 вересня 1937) — радянський діяч органів НКВС, начальник політичного відділу Управління військ прикордонної і внутрішньої охорони (УПВО) ДПУ-НКВС Української СРР, дивізійний комісар. Член Ревізійної Комісії КП(б)У в січні 1934 — травні 1937 р.

## Біографія
Народився у єврейській родині службовця страхового товариства. У 1918 році закінчив екстерном гімназію у місті Кишиневі.
Член РКП(б) з березня 1919 року (за іншими даними — з 1922 року). У 1921—1922 роках — член Комуністичної партії Чехословаччини.
У березні 1919 — 1921 року — на підпільній революційній роботі в румунській Бессарабії. У 1921—1922 роках — на підпільній роботі в Чехословаччині.
У травні — вересні 1922 року — у Червоній армії: на політичній роботі у 51-й стрілецькій дивізії 6-ї армії РСЧА.
З вересня 1922 року — на службі у прикордонних військах ДПУ Української СРР: рядовий, голова комітету (відділу) політичної просвіти батальйону, начальник агітаційно-пропагандистського відділення політичного відділу, інспектор з агітації і пропаганди Частин прикордонної охорони (ЧПО) ДПУ УСРР (на 1926 рік). У 1923 році був активним учасником троцькістської опозиції.
У січні 1928 — 1934 року — начальник політичного відділу Управління військ прикордонної і внутрішньої охорони (УПВО) ДПУ Української СРР. У 1934 — травні 1937 року — начальник політичного відділу Управління прикордонних і внутрішніх військ НКВС Української СРР. З травня 1937 року — в резерві НКВС УСРР.
12 червня 1937 року заарештований органами НКВС. 7 вересня 1937 року засуджений до розстрілу. Вирок виконаний того ж дня. Посмертно реабілітований 8 грудня 1956 року.

## Звання
- дивізійний комісар (23.06.1936)

## Нагороди
- орден Трудового Червоного Прапора Української СРР (20.12.1932)
- орден Червоної Зірки (14.02.1936)